# Штральзундзькі човни-довбанки
Штральзундзькі човни-довбанки (нім. Einbäume von Stralsund) — три довбанки, знайдені в старовинному ганзейському місті Штральзунд у 2002 році. Два човни віком приблизно 7000 років вважаються найстарішими знайденими човнами в регіоні Балтійського моря, третій — віком приблизно 6000 років і довжиною 12 метрів є найдовшим відомим плавзасобом того часу.
Знахідки були розкопано та задокументовано у 2002 році. Знахідка становила собою значну цінність як музейний експонат, але через неправильне зберігання відновити та зберегти човни стало неможливо.

## Історія виявлення та опис

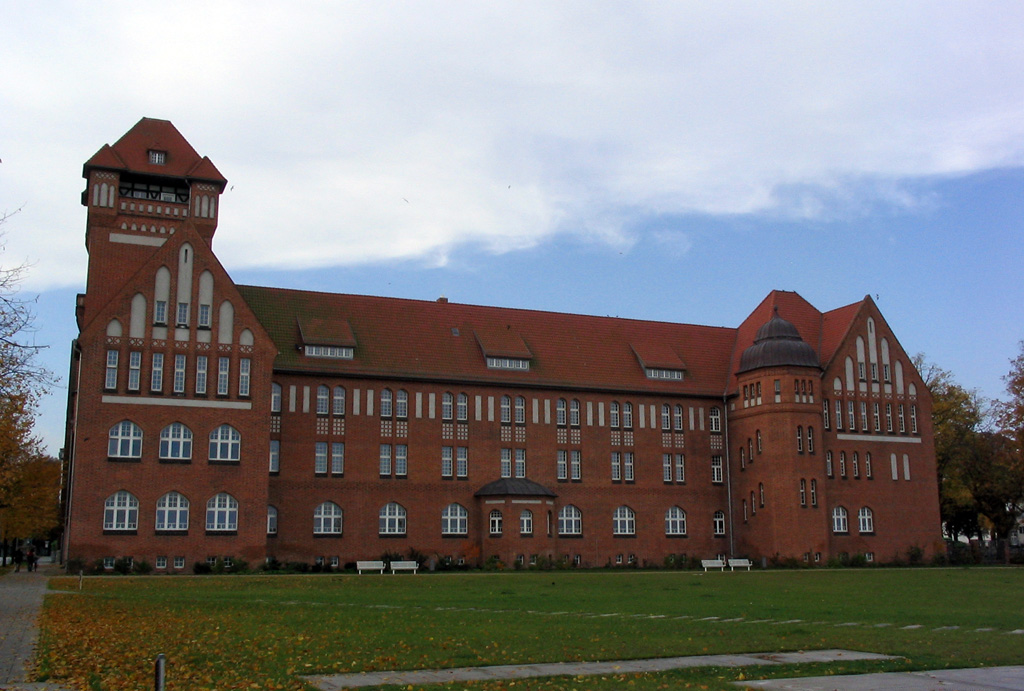
Місце перед Ганзейською гімназією в Штральзунді, де у 2002 році були знайдені каное-довбанки

У 2002 році, під час будівництва каналізаційних басейнів для дощової води перед Ганзейською гімназією на вул. Зеєштрасе в Штральзунді на березі протоки Штрелазунд, на глибині чотири метри робітники натрапили на стародавні дерев'яні фрагменти, які тисячі років пролежали у вологому ґрунті. Археологи з Державного управління культури та охорони пам'яток землі Мекленбург-Передня Померанія обстежили невідоме раніше поселення епохи мезоліту. Вони знайшли оброблену деревину, сокири, наконечники гарпунів і роги, які належали до часів культури Ертебелле, останньої культури мисливців і збирачів у південно-західному регіоні Балтії. Серед знахідок була також виявлена кераміка неолітичної культури лійчастого посуду.
Три знайдені на місці археологічних досліджень човна-довбанки виявились найстарішими суднами, коли-небудь знайденим у Північній Німеччині. Два човни, видовбані з стовбурів липи були датовані приблизно 5000 р. до н. е., третій — близько 4000 р. до н. е. Імовірно, раптовий штормовий нагон затопив територію населеного пункту. Земляні маси розчавили і поховали під собою каное і органічні залишки кам'яного віку збереглися до наших днів. У довбанці шириною 60 сантиметрів і довжиною 12 метрів було достатньо місця для чотирьох гребців. Знайдені човни були схожий на мезолітичні човни з археологічного сайту культури Ертебелло  Тибрінг Віг (дан. Tybrind Vig) у Данії.

## Зберігання та консервація

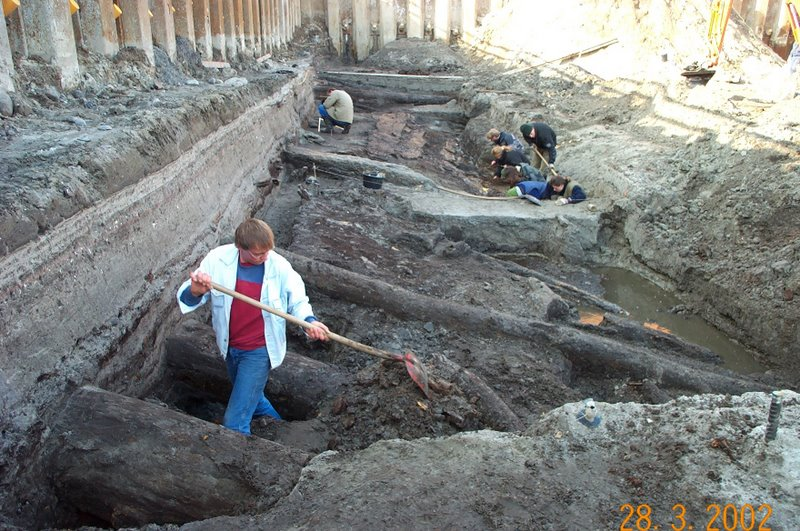
Човни 2 і 3 на фотографії від 20 березня 2002 року

Оскільки довбанки було виготовлено з дуже тонкої та м'якої деревини, унікальну знахідку необхідно було професійно врятувати, передати до Археологічного державного музею в Шверіні, адміністративного центру федеральної землі Мекленбург-Передня Померанія. Знахідки мали бути піддані звичайній у підводній археології процедурі, під час якої вода, що міститься в деревині, повільно заміщується, а потім висушується заморожуванням, що забезпечує постійну стабільність.
Знахідки загорнуті у фольгу, разом із ґрунтом, в якому їх знайшли на 36 сталевих піддонах були доставлені до закладу консервації вологого дерева в Шверіні. Проте можливостей для консервації знахідок там було недостатньо і довбанки вирішили підтримували вологими, обприскуючи їх водою. Цей спосіб утримання було визначено як надзвичайний захід на кілька тижнів і коли цей період затягнувся, знахідки були пошкоджені висиханням вже влітку 2002 року. Коли 2004 року будівля, в якій зберігалися човни, частково обвалилася, вона поховала під собою залишки човнів, які до цього момент вже були значною мірою згнилі.
Андреас Грюгер, директор Культурно-історичного музею в Штральзунді, заявив, що він регулярно надсилав в Шверін запити про стан човнів, але завжди отримував ухилильні відповіді.

## Руйнування та спроби розслідування
У березні 2009 року Консультативна рада Всесвітньої спадщини ганзейського міста Штральзунд направила черговий запит до влади Шверіна щодо поточного стану човнів і запитала, коли знахідки будуть повернуті до Штральзунда. Планувалося представити човни на виставці. Тоді місту повідомили, що човни-довбанки були знищені. Виконувач обов'язків глави влади Міхаель Беднорз заявив, що археологічні знахідки знищувалися з 2004 року; В Університеті прикладних технологій та економіки в Берліні з 2008 року в рамках дипломної роботи робилися спроби врятувати щось із човнів.
Депутат від СДПН у парламенті Мекленбург-Передня Померанія Клаус-Майкл Кернер звинуватив колишнього керівника державного управління охорони пам'яток Фрідріха Люта у відповідальності за втрату цінних човнів яку Лют відкинув. За цим настала низка публічних суперечок в пошуках винних.
З середини березня 2009 року прокурор Шверіна перевіряв, чи не призвела до втрати човнів кримінальна недбалість чиновників, проте справу закрили у зв'язку з пропуском термінів у вересні 2009 року. Створена урядом землі слідча комісія у травні 2009 року дійшла висновку, що човни зруйнувались внаслідок неналежного зберігання. Відповідальність покладається на тодішнє керівництво державного офісу.